# 李·格林伍德
李·格林伍德（英文：Lee Greenwood，1942年10月27日—），生於加州南門市，是一位美國鄉村音樂歌手和作曲家，他在1980年代發行了一系列Countrypolitan風格暢銷曲，特別是著名的God Bless the U.S.A.。

## 早年
在他的父母離婚後，李在加州沙加緬度一座家禽農場在他祖母照顧下長大。在七歲時，他開始玩薩克斯風，並在九歲時成為一個跳舞劇團的成員。在1969年，他加入Chester Smith樂團並第一次上電視，不久後，他成為Del Reeves的工作夥伴。
他在1962年成立他的第一個樂團阿波羅，此樂團，不久後改名為Lee Greenwood Affair，主要演奏流行音樂並多在拉斯維加斯賭場演奏，此樂團在洛杉磯為Paramount唱片公司錄製了一些唱片。樂團在1970年代解散後，格林伍德搬回拉斯維加斯，白天做發牌員，晚上做歌手。

## 職業生涯
在1979年，他在內華達雷諾被Mel Tillis樂團領袖和貝斯手Larry McFaden發掘，在錄製一些試聽帶後，格林伍德在1981年與以納許維爾為據點的MCA唱片公司簽約，然後McFaden成為他的經理。
第一首單曲，「It Turns Me Inside Out」，爬上鄉村音樂榜前20名，此曲格林伍德原是寫給肯尼·羅傑斯，不過羅傑斯未採用因為當時他已被提供了大量歌曲，「Ring On Her Finger and Time on her Hands」登上鄉村榜前10名。
他最著名的事是在1980年代初作曲和錄製了愛國歌曲「God Bless the USA」。在1991年沙漠風暴行動發起後再次知名，並且又一次，在十年後，隨著911攻擊事件發生大受歡迎。事實上，此曲在2001年末再次重回鄉村榜前20名。此後，格林伍德曾在許多公共節目和攻擊事件紀念會演唱，他支持美國共和黨。

## 外部連結
- Official website （页面存档备份，存于）